# 互換CAD
互換CAD（ごかんキャド）とは、Autodesk社（米国）が開発・販売する2次元CADのAutoCADと互換性の高いCADソフトウェアを総称した呼び名である。
初期の互換CADとしては、1998年にVisio社（米国）が販売したIntelliCAD98が有名。その後、Visio社がマイクロソフトに買収されることによりIntelliCADがオープンソースとなる。そのオープンソースを管理する団体の会員になった企業がIntelliCADのプログラムをベースにした互換CADの製品を開発し、それが世界各国で販売されるようになる。日本では、インテリジャパン（名古屋）が2001年にIJ IntelliCADとして国産初の互換CADを発売。その後、コストエレクトロニクス（横浜）がCosmo IntelliCADを、サイバーデザインラボ（名古屋）がXcellicCADというブランドで互換CADを販売した。
AutoCADの互換CADは、IntelliCADをベースにしたものが主流となってきたが、IntelliCADベースとは異なる製品としてドイツのARES（旧FlexCAD）がある。これは、IntelliCADのプログラムを利用しないで開発された製品である。ただ、AutoCADのデータにアクセスするツールは、共にOpen Design Alliance（米国の非営利団体）が提供するTeighaを採用している。このTeighaは、AutoCADのデータを読み書きすることができるツールで、DWG/DXFファイルにアクセスしたいAutoCAD以外のほとんどのCADに採用されている。以前は、AutoCADのデータを読み書きできるだけで互換CADという言い方をされたこともあったが、現在は、データの読み書きだけでなく、コマンドや操作性の互換性も高くないと互換CADとは呼ばれなくなっている。
2010年代になると海外製の有力な互換CADが日本市場に参入するようになり、互換CADという製品の市場での認知度も高まる。特に2017年になりAutodesk社がAutoCADの永久ライセンス販売を終了したことで一気に注目度が高まった。2019年現在、日本ではインテリジャパンのIJCAD（日本）、AresCAD（ドイツ）、BricsCAD（ベルギー）、ZWCAD（中国）、Draftsight（フランス）などが入手できる。